# The Driver Era
The Driver Era is een Amerikaanse poprockband uit Los Angeles. De band werd opgericht in 2018 en bestaat uit Rocky Mark Lynch en Ross Shor Lynch. De band is een voortzetting van de voormalige band R5. De andere bandleden spelen nog wel mee tijdens concerten van The Driver Era.

## Geschiedenis
The Driver Era bestaat uit twee broers, geboren en getogen in Littleton in Colorado.
De gebroeders Lynch gingen naar een school voor podiumkunsten, waar ze leerden musiceren en dansen. In 2008 verhuisden ze met hun broers en zus naar Los Angeles. The Driver Era is een voortzetting van R5, waarin de twee broers met hun broer Riker Anthony Lynch, zus Rydel Mary Lynch en vriend van de familie Ellington Lee Ratliff zaten.
Op 16 maart 2018 kwam de debuutsingle Preacher Man uit.

## Bandleden
- Rocky Mark Lynch
- Ross Shor Lynch
- Rydel Mary Lynch (enkel live)
- Riker Anthony Lynch (enkel live)
- Ellington Lee Ratliff (enkel live)

## Discografie
Singles
- Preacher Man (2018)
- Afterglow (2018)
- Low (2018)
- A Kiss (2019)
- OMG Plz Don't Come Around (2020)
- Flashdrive
- Feel You Now (2019)
- Welcome to the End of Your Life (2019)
- Take Me Away (2020)
- Places (2020)
- Fade (2020)